# Milovan Djilas
Milovan Đilas, přezdívaný Đido (srbsky Милован Ђилас, výslovnost [mîlɔʋan dʑîlaːs]IPA; 4. června 1911, Podbišće, Kolašin, Černá Hora – 20. dubna 1995, Bělehrad) byl jugoslávský srbský politik z Černé Hory, marxistický teoretik, politik a spisovatel. Byl klíčovou postavou partyzánského hnutí během druhé světové války, stejně jako v poválečné vládě. Jako demokratický socialista, jak sám sebe identifikoval, se Đilas stal jedním z nejznámějších a nejprominentnějších disidentů v Jugoslávii a celé východní Evropě.

## Život
Milovan Djilas se narodil v Podbišće u Mojkovace v Černohorském království 12. června 1911 v rolnické rodině. Byl čtvrtým z devíti dětí. Jeho otec Nikola, držitel Obilićovy medaile za statečnost, sloužil v letech 1912–1913 během balkánských válek v černohorské armádě, poté za první světové války, po které mu byla udělena albánská pamětní medaile. Po této válce velel četnictvu v Kolašinu a postavil se proti začlenění Černé Hory do Království Srbů, Chorvatů a Slovinců. Jeho dědeček z otcovy strany, Aleksa, byl vůdcem protiosmanských banditů, známých jako hajduci, a byl zřejmě zavražděn na pokyn tchána černohorského krále. Djilasova matka, Novka, pocházela ze Sibiře v carském Rusku. Během druhé světové války byla Djilasova sestra Dobrinka zavražděna Četniky a jeho otec byl zabit během bitvy s Balli Kombëtar v Kosovu.
Djilas patřil mezi významné členy meziválečné komunistické strany v Jugoslávii. Ta byla pod neustálým tlakem zvenčí a dlouhou dobu byla i zakázána. Djilas byl tehdy zatčen, léta 1933 až 1936 strávil ve vězení. Později se mu podařilo dostat ve stranické hierarchii stále výše a výše, roku 1938 byl zvolen do ústředního výboru strany, o dva roky později pak byl i členem politbyra. Po napadení země nacisty a jejich spojenci pomohl Titovi s organizací ozbrojeného odporu.
Patřil k vůdcům jugoslávských partyzánů za druhé světové války, byl členem poválečné vlády Jugoslávie. V rámci komunistické strany byl jedním z jejích hlavních ideologů. Už v 50. letech v období liberalizace a roztržky se Sovětským svazem zahájil rozsáhlou kritiku systému, která byla zveřejňovaná v tehdejším deníku Borba. Đilas napadal vůdčí úlohu strany a vyslovoval se víceméně pozitivně systému více politických stran; vyžadoval ještě větší liberalizaci systému. V období sbližování Jugoslávie se Sovětským svazem jeho kritika zesílila. Kromě vydání knihy Hovory se Stalinem se vyjádřil také velmi pozitivně o revoluci v Maďarsku a odsoudil zahraniční intervenci, kterou Jugoslávie nepřímo podpořila. Bylo proto jisté, že se stal již pro stát nevhodný. Jeho osud zpečetilo zasedání 3. pléna SKJ v lednu 1954; o dva měsíce později byl zbaven všech funkcí. Později byl zatčen, tak ve vězení nadále pokračoval v psaní dalších děl, která měla analyzovat stav východoevropských komunistických systémů. V nich se snažil poukázat na nerovnost, která byla tolik v rozporu s oficiální propagandou všech tehdejších vlád.
Kromě problémů v raných letech existence Jugoslávie se dostal do problémů i na počátku let osmdesátých. Nacionalistické tendence tehdy začaly dosahovat zcela nebezpečných úrovní; Đilas přednášel právě o těchto rizicích a opět se stal nepřítelem. Jeho přednášky navštěvovali mnozí v budoucnu významní lidé, mezi které patřil tehdy například i Vojislav Šešelj.
Byl proto několikrát odsouzen a vězněn; stal se disidentem a jedním ze světově nejznámějších kritiků komunistického politického systému. Jeho rozsáhlé práce jsou zdrojem informací o historickém vývoji Jugoslávie v polovině 20. století. Za Hovory se Stalinem byl Djilas v srpnu 1962 odsouzen k dalším pěti letům – nebo patnácti, které byly přidány k dřívějším trestům – údajně za „prozrazení státního tajemství“, což popřel. Odkazy v knize na Albánii a její možné spojení s Jugoslávií považovali jugoslávští komunističtí vůdci za trapné. Během své internace Djilas také přeložil knihu Johna Miltona Ztracený ráj do srbochorvatštiny pomocí toaletního papíru. 31. prosince 1966 byla Djilasovi udělena amnestie a po čtyřech letech vězení byl bezpodmínečně propuštěn. Už nikdy neměl být uvězněn. Pokračoval jako disident a žil v Bělehradě až do své smrti 20. dubna 1995. Mnohé jeho práce měly publicistický charakter,, kromě toho byl ale také i aktivním spisovatelem. Đilasův román Crna Gora (1980), překlad Miltonova Ztraceného ráje (1989) a román Izgubljene bitke (1994), byly přeloženy do celé řady cizích jazyků. Přestože byl Đilas obvyklým zdrojem kritiky jugoslávského komunistického režimu, začala se celá řada jeho publikací objevovat i v Jugoslávii samotné.